# Lecane remanei
Lecane remanei är en hjuldjursart som beskrevs av Hauer 1964. Lecane remanei ingår i släktet Lecane och familjen Lecanidae. Inga underarter finns listade i Catalogue of Life.